# Tolumnia quadriloba
Tolumnia quadriloba är en orkidéart som först beskrevs av Charles Schweinfurth, och fick sitt nu gällande namn av Guido Jozef Braem. Tolumnia quadriloba ingår i släktet Tolumnia och familjen orkidéer. Inga underarter finns listade i Catalogue of Life.